# علاج بالصدمة (اقتصاد)
في علم الاقتصاد، العلاج بالصدمة هو الإفراج المفاجئ عن ضوابط الأسعار والعملة (التحرير الاقتصادي)، وخفض الإنفاق الاجتماعي، والتحرير الفوري للتجارة داخل البلد، وعادة ما يشمل أيضًا الخصخصة علي نطاق واسع للأصول المملوكة ملكية عامة.
وتتمثل هذه العقيدة في الرأسمالية المستقلة والحرية المطلقة للاسواق والخصخصة وتسريح العمال ورفع الدعم عن المواد الاساسية وخفض الانفاق الاجتماعي واثقال كاهل المواطن بالضرائب والاداءات، فعقيدة الصدمة تقوم علی استغلال كارثة سواء كانت انقلابا ام هجوما ارهابيا ام انهيارا للسوق ام حربا ام كارثة طبيعية لتمرير سياسات اقتصادية يرفضها المواطنون في الحالة الطبيعية.

## نظرة عامة
العلاج بالصدمة هو مصطلح علمي وطريقة علاج نفسي ظهر في خمسينات القرن الماضي حيث تعاونت وكالة الاستخبارات الامريكية مع الطبيب النفسي الكندي ايوين كامرون لإستخدام الصدمات الكهربائية علی أدمغة المرضی النفسيين وإرجاعهم إلی مستوی ادراكي اشبه بمستوی ادراك الرضيع لإعادة برمجته بمعطيات جديدة في اطار ما اسمي بالصفحة البيضاء أو القيادة النفسية مما يتسبب في فقدان الذاكرة والنكوص السلوكي.
تم تعميم المصطلح من قبل نعومي كلاين. في كتابها لعام 2007 عقيدة الصدمة: صعود رأسمالية الكوارث ، تعتقد بأن سياسات السوق الحرة النيوليبرالية (كما دعا الاقتصادي ميلتون فريدمان) قد برزت في بعض البلدان المتقدمة بسبب إستراتيجية مدروسة من «العلاج بالصدمة». وانتقد يوهان نوربرغ من معهد كاتو الكتاب، قائلاً إن مفهوم العلاج بالصدمة يُنسب إفتراءاً إلى فريدمان. وفقاً لنوربرغ، فإن اقتباس فريدمان («الأزمات فقط، حقيقية أو متصورة، تنتج تغيرًا حقيقيًا») يخرج من السياق ويساء تفسيره.
يقول الاقتصادي جيفري ساكس (الذي ينسب إليه أحيانًا صياغة المصطلح) أنه لم يسبق له أن اختار مصطلح «العلاج بالصدمة»، ولا يعجبه كثيرًا، ويؤكد أن المصطلح «كان شيئًا مضافا من قبل الصحافة والمناقشات العامة» وأن المصطلح «يبدو أكثر شدة بطريقة ما مما هو عليه». استندت أفكار ساكس حول ما وصفه غير الاقتصاديين بـ «العلاج بالصدمة» على دراسة الفترات التاريخية للأزمة النقدية والاقتصادية وملاحظة أن الصدمة الحاسمة يمكن أن تنهي الفوضى النقدية، غالبًا في يوم واحد.
كان أول مثال على العلاج بالصدمة هو الإصلاحات النيوليبرالية لشيلي في عام 1975 ،  التي أجريت بعد الانقلاب العسكري الذي قام به أوغستو بينوشيه. استندت الإصلاحات إلى الأفكار الاقتصادية الليبرالية التي تتمحور حول جامعة شيكاغو.
المصطلح ينطبق أيضا على حالة بوليفيا. نجحت بوليفيا في معالجة التضخم المفرط في عام 1985 تحت حكم غونزالو سانشيز دي لوزادا، باستخدام أفكار ساكس، استشهد ساكس وساشيز دي لوزادا بألمانيا الغربية كمصدر إلهام حيث تم خلال 1947-1948 سحب ضوابط الأسعار والدعم الحكومي خلال فترة قصيرة جدًا، وبدء الاقتصاد الألماني وإكمال انتقاله من سلطوي دولة ما بعد الحرب.  

## التاريخ

### تجربة تشيلي 1975
تعلم ميلتون فريدمان لأول مرة كيفية استغلال الصدمة بمنتصف سبعينات القرن العشرين، عندما استشاره الديكتاتور الجنرال أوغستو بينوشيه في السياسات والبرامج الاقتصادية. كان التشيليون حينها مصدومين بعد انقلاب بينوشيه العنيف، كما كانت البلاد أيضًا مصدومة بالتضخم الهائل. أشار فريدمان على بينوشيه بفرض تحول اقتصادي سريع الطلقات، يتضمن: خفض الضرائب، وتحرير التجارة، وخصخصة الخدمات، وخفض الإنفاق الاجتماعي، وتحرير الاقتصاد من الرقابة. كان هذا هو التحول الرأسمالي الأكثر تطرفًا من أية محاولة سابقة، وأصبح يُعرف بثورة «مدرسة شيكاغو»؛ حيث تتلمذ العديد من اقتصاديي بينوشيه على فريدمان، وصاغ هذا الأخير عبارة لهذا التكتيك المؤلم: «العلاج بالصدمة». وهكذا دواليك، كلما فرضت الحكومات برامج كاسحة لتحرير السوق، كانت الطريقة المختارة هي المعالجة بالصدمة الكاملة مرة واحدة. كذلك، كان التعذيب والقتل -بيد نظام بينوشيه في تشيلي وأثناء حكم الديكتاتورية العسكرية بالأرجنتين- وسيلة لكسر المقاومة للسوق الحرة.
على المدي القصير تسبب التطرف غير الضروري للعلاج بالصدمة في سبعينيات القرن العشرين في بطالة جماعية وفقدان في القوة الشرائية وتفاوتات شديدة في توزيع الدخل والأضرار الاجتماعية والاقتصادية الشديدة.
على المدي الطويل بسبب التدخل الحكومي العام الفعال أصبح معدل النمو السنوي للفرد في تشيلي في الدخل الحقيقي للفرد من 1985 إلى 1996 بلغ 5 في المائة بشكل ملحوظ، أي أعلى بكثير من بقية أمريكا اللاتينية.

### بوليفيا 1983
كانت بوليفيا تعانى من أعراض اقتصادية مختلفة لأزمات هيكلية كثيرة، ضاعف من حدتها أزمة الديون الخارجية. بوليفيا كانت تعانى من الوقوع في مصيدة الفقر، فهى تعانى من معدلات فقر مرتفعة، ومديونية كبيرة، ثم دخلت في موجات عنيفة من التضخم الجامح جعلت الدولار الأمريكى الواحد يتم صرفه في السوق السوداء بنحو 5000 بيزو بوليفى في يونيو 1983، ثم بنحو 10.000 بيزو في يناير 1984، ثم بنحو 50.000 بيزو في يونيو من العام نفسه، ثم ارتفع الدولار الأمريكى ليصل إلى 250.000 بيزو بحلول شهر ديسمبر من عام 1984 وبلغ نحو مليوني بيزو يوليو 1985! ففى عام واحد فقط ارتفعت أسعار الصرف بأكثر من ثلاثين ضعفا.
أصدر الرئيس البوليفي فيكتور باز إستنسورو المرسوم الأعلى 21060 في 29 أغسطس 1985 الذي كان صكًا قانونيًا فرض سياسات اقتصادية نيوليبرالية من أجل إنهاء أزمات بوليفيا المزدوجة للديون الدولية والتضخم.
على المدى القصير خنق القرار التضخم الجامح. في غضون بضعة أشهر، انخفض التضخم إلى ما بين 10 و 20 في المائة. أدى انهيار سوق القصدير في أكتوبر من نفس العام وأدت الإصلاحات إلى معدل بطالة يقدر بـ 21.5 في المائة بحلول عام 1987 (ارتفع معدل البطالة بشكل مطرد من 5.5 في المائة في عام 1978 إلى 10.9 في المائة في عام 1982، و 15.5 في المائة في عام 1984، و 20 في المائة عام 1986).